# هارون سكوت
هارون سكوت (بالإنجليزية: Aaron Scott)‏ هو عازف جاز أمريكي، ولد في 19 يونيو 1956 في نيو أورلينز في الولايات المتحدة.

## وصلات خارجية
- هارون سكوت على موقع ميوزك برينز (الإنجليزية)
- هارون سكوت على موقع أول ميوزيك (الإنجليزية)
- هارون سكوت على موقع ديسكوغز (الإنجليزية)